# A Night at the Odeon – Hammersmith 1975
Az A Night at the Odeon – Hammersmith 1975 a brit Queen együttes koncertfilmje, melyen az A Night at the Opera Tour keretében 1975. december 24-én, a londoni Hammersmith Odeonban adott koncert felvétele látható. A felvételt a BBC készítette.
A koncert hangfelvétele bővebb dallistával CD-n és dupla LP-n is megjelent. Az audiováltozaton további két dal hallható, melyeket a második ráadásban játszott el a zenekar, de ezt már nem rögzítették a videokamerák. Ez volt az egyik első alkalom, hogy a Queen legismertebb dalát, a Bohemian Rhapsody-t élőben is előadták.

## A kiadvány dalai

### DVD/Blu-ray
1. "Now I'm Here" – 4:43
2. "Ogre Battle" – 5:19
3. "White Queen (As It Began)" – 5:31
4. "Bohemian Rhapsody" – 2:28
5. "Killer Queen" – 2:08
6. "The March of the Black Queen" – 1:30
7. "Bohemian Rhapsody (Reprise)" – 1:02
8. "Bring Back That Leroy Brown" – 1:32
9. "Brighton Rock" – 2:24
10. "Guitar Solo" – 6:37
11. "Son and Daughter" – 1:44
12. "Keep Yourself Alive" – 4:33
13. "Liar" – 8:45
14. "In the Lap of the Gods... Revisited" – 5:24
15. "Big Spender" – 1:24
16. "Jailhouse Rock (Medley)" – 9:21

#### Bónuszok
Live in Japan '75
1. "Now I'm Here" (Live at the Budokan, Tokyo, Japan, 1975. május 1.)
2. "Killer Queen" (Live at the Budokan, Tokyo, Japan, 1975. május 1.)
3. "In the Lap of the Gods... Revisited" (Live at the Budokan, Tokyo, Japan, 1975. május 1.)

Looking Back at the Odeon
Korábban kiadatlan 22 perces dokumentumfilm, benne Brian May, Roger Taylor és Bob Harris interjúkkal.

### CD
1. "Now I'm Here" – 4:43
2. "Ogre Battle" – 5:19
3. "White Queen (As It Began)" – 5:31
4. "Bohemian Rhapsody" – 2:28
5. "Killer Queen" – 2:08
6. "The March of the Black Queen" – 1:30
7. "Bohemian Rhapsody (Reprise)" – 1:02
8. "Bring Back That Leroy Brown" – 1:32
9. "Brighton Rock" – 2:24
10. "Guitar Solo" – 6:37
11. "Son and Daughter" – 1:44
12. "Keep Yourself Alive" – 4:33
13. "Liar" – 8:45
14. "In the Lap of the Gods... Revisited" – 5:24
15. "Big Spender" – 1:24
16. "Jailhouse Rock (Medley)" – 9:21
17. "Seven Seas of Rhye" – 3:11
18. "See What a Fool I've Been" – 4:22
19. "God Save the Queen" – 1:23